# Junjuramanahalli, Koratagere
Junjuramanahalli là một làng thuộc tehsil Koratagere, huyện Tumkur, bang Karnataka, Ấn Độ.